# 곽민호
곽민호(1984년 12월 5일 ~ )는 대한민국의 배우이다.

## 학력
- 서울예술대학 연극과

## 출연 작품

### 영화
- 《발레 교습소》 (2004) - 준석 역
- 《달콤한 인생》 (2005) - 라운지 남종업원 역
- 《화려한 휴가》 (2007) - 스포츠 머리 사내 2 역
- 《비스티 보이즈》 (2008) - 안마 종업원 3 역
- 《시크릿》 (2009) - 청년 2 역
- 《히어로》 (2010) - 철승 역
- 《백자의 사람: 조선의 흙이 되다》 (2012) - 선언학생 역
- 《용의자X》 (2012) - 철민 역
- 《짓》 (2013) - 연미오빠 역
- 《강남 1970》 (2015) - 민규 역
- 《개: dog eat dog》 (2015) - 지훈 역
- 《은밀한 유혹》 (2015) - 칼자국 역
- 《밀정》 (2016) - 몰살의열단 3 역
- 《프리즌》 (2017) - 학규 역
- 《남한산성》 (2017) - 근왕병 장수 2 역
- 《라이브 하드》 (2021년) - 바텐더 역
- 《히든》 (2022년) - 빡대가리 역
- 《아부쟁이》 (2022) - 박태산 역
- 《한산: 용의 출현》 (2022년) - 권율부장 역
- 《웅남이》 (2023년) - 고 대리 역
- 《카브리올레》(2024년) - 운전자 역

### 드라마
- 《반올림 2》 (2005, KBS2) - 이종복 역
- 《하드보일드 과학수사극 KPSI 시즌 2》 (2008, Super Action) - 연쇄살인범 역
- 《화정》 (2015, MBC) - 도하 역
- 《장영실》 (2016, KBS1) - 고길수 역
- 《옥중화》 (2016, MBC) - 기춘수 역
- 《라이브》 (2018년, tvN) - 중간보스 역
- 《신의 퀴즈: 리부트》 (2018년, OCN) - 석태준 역
- 《트랩》 (2019년, OCN) - 광수대 형사 역
- 《녹두꽃》 (2019년, SBS) - 김덕명 역
- 《사생활》 (2020년, JTBC) - 민규 역
- 《아씨두리안》 (2023년, TV조선) - 주남 역
- 《스위트홈2》 (2024년, 넷플릭스) - 솔개부대장 역
- 《기생수 : 더 그레이》 (2024년, 넷플릭스) - 후배형사 역

## 수상 경력
- 2002년 서울연극제 연기상
- 2002년 전국연극제 최우수연기상